# Svojanov
Svojanov (Duits: Swojanow) is een Tsjechische vlek (městys) in de regio Pardubice, en maakt deel uit van het district Svitavy. Svojanov telt 360 inwoners (2023).

## Geschiedenis
- 1287 – De eerste schriftelijke vermelding van Svojanov.
- 2006 – De gemeente Svojanov krijgt (opnieuw) de status vlek.[1]